# Aleksy I Romanow
Aleksy I Michajłowicz, ros. Алексей I Михайлович (ur. 19 marca?/29 marca 1629 w Moskwie, zm. 29 stycznia?/8 lutego 1676 tamże) – car Rosji w latach 1645–1676, syn cara Michała I Romanowa (1613–1645), ojciec trzech kolejnych carów z dynastii Romanowów – Fiodora III, Iwana V i Piotra I Wielkiego.

## Dzieje

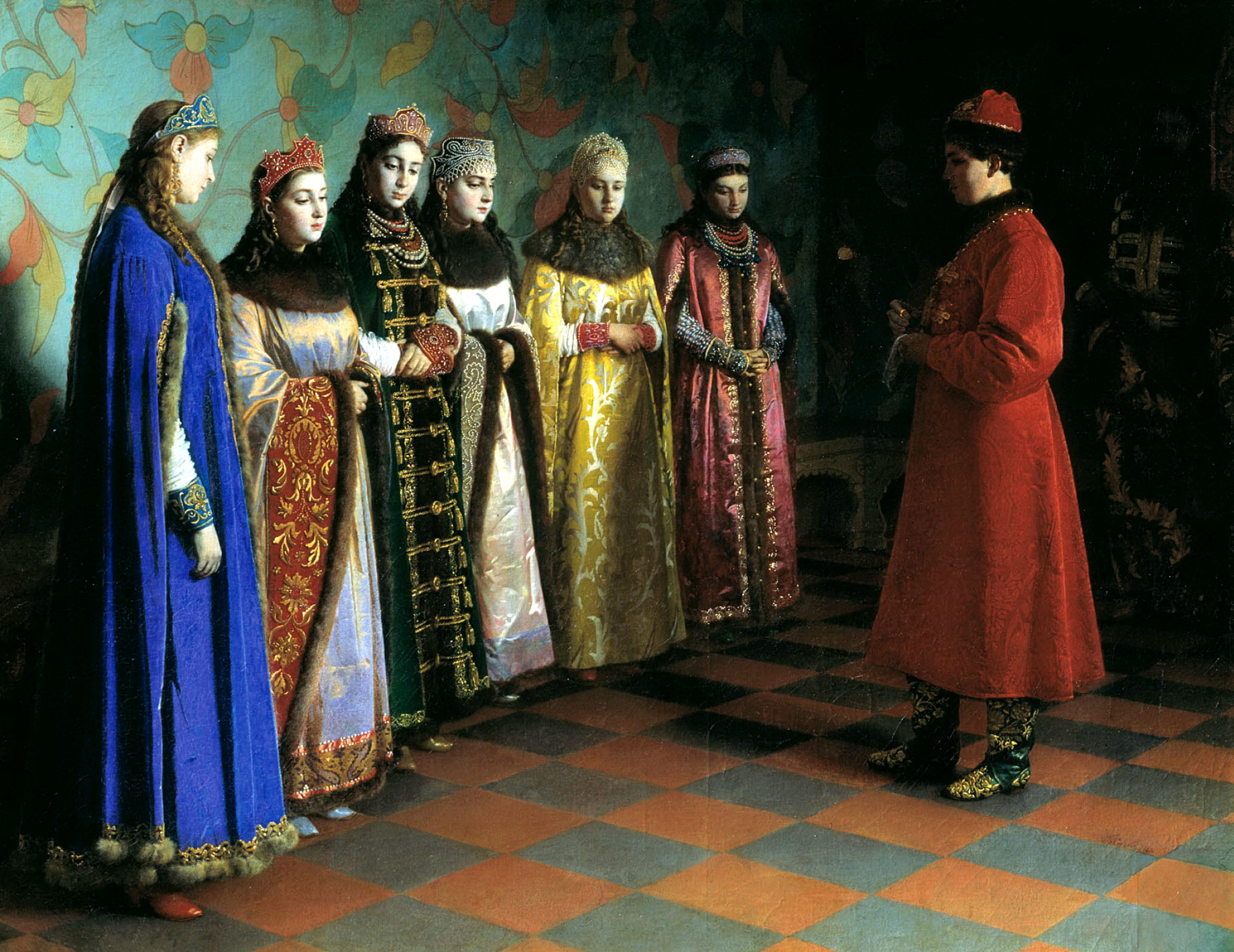
Grzegorz Sedow. Obraz przedstawiający wybieranie żony przez cara Aleksego

Na cara został obrany przez Sobór Ziemski albo reprezentacją stanów. Car Aleksy objął rządy w wieku 16 lat, był bardzo pobożny, dbał o splendor swego dworu, lecz nie radził sobie w sprawach gospodarczych. Przyznawał ulgi handlowe szybko bogacącym się kupcom i bojarom oraz przywileje dla duchowieństwa. Z drugiej strony wydany przez niego w 1649 roku kodeks sądowy, Ułożenie soborowe, wprowadził ostre kary za najmniejsze przestępstwa, a chłopi zostali w pełni podporządkowani i uzależnieni od feudalnych właścicieli ziemskich. Spośród zmian, dla ludności miejskiej bardzo uciążliwe było podwyższenie podatku od soli, w rezultacie którego doszło do szerokich wystąpień chłopstwa i miast przeciwko bojarom i władzom państwowym. Na skutek największego z nich, zwanego "buntem solnym" car musiał wycofać się z części swych decyzji.
W 1654 Rosja zawarła w Perejasławiu unię z Ukrainą, kierowaną przez hetmana Bohdana Chmielnickiego. Było to równoznaczne z rozpoczęciem nowej wojny polsko-rosyjskiej. Wojska rosyjskie zajęły wtedy Smoleńsk, całą Białoruś i część Litwy z Wilnem. Lecz zaraza, panująca w Rosji i napaść Szwedów na Rzeczpospolitą, spowodowały wstrzymanie walk rozejmem w Niemieży, po czym także Rosja rozpoczęła wojnę ze Szwecją. Prowadzona ona była jednak ospale, zakończyła się rozejmem w 1658. Po odejściu Szwedów z Rzeczypospolitej i uznaniu przez hetmana Iwana Wyhowskiego jej zwierzchnictwa nad Ukrainą, car Aleksy wznowił wojnę z Polską. Zakończył ją dopiero rozejm andruszowski w 1667, w którym ostatecznie przyznane zostały Rosji ziemie smoleńskie, czernichowskie i siewierskie oraz cała Ukraina Zadnieprzańska wraz z Kijowem.
Z powodu ogromnej żarliwości religijnej i częstych modlitw nazywany był „najcichszym”. Pod wpływem koterii ze swojego otoczenia zwanej „kółkiem krzewicieli pobożności” (do którego należał m.in. patriarcha Nikon) Aleksy wprowadził zakaz używania instrumentów muzycznych, palenia tytoniu, organizowania „haniebnych przedstawień i zabaw”, przeklinania i picia alkoholu, potępił rozwiązłość seksualną i zwolnił z dworskiej służby karłów, nakazując również spalenie na stosie na Placu Czerwonym lutni jako „diabelskich” instrumentów. W grudniu 1664 postanowił, że od tej pory każdy musi stosować nowe zasady obrządku prawosławnego według reform wprowadzonych przez Nikona, a niepokorni mieli być karani śmiercią. Wyroki wykonywano zwykle przez spalenie żywcem. Gdy księżna Jewdokija Urusowa i szlachcianka Fieodosija Morozowa (szwagierka Borisa Morozowa) odmówiły podporządkowania się, zostały wygnane, uwięzione, poddane torturom, a po odmowie przeżegnania się w nowy sposób zagłodzone na śmierć na polecenie Aleksego. Przywódca staroobrzędowców Awwakum Pietrow został zesłany, a jego żonę i dzieci na jego oczach pogrzebano żywcem.
W latach 1668–1671 miały miejsce w Rosji liczne bunty i powstania chłopskie, wzniecane przeciwko pańszczyźnianemu uciskowi ze strony wielkich właścicieli ziemskich. Największy, pod przywództwem Stiepana Razina, miał charakter wojny chłopskiej, objął tereny nad dolnym Donem i prawie całe Powołże, trwał dwa lata. Zakończył się rozbiciem przez regularne wojska carskie i ciężkimi represjami wobec opozycji chłopskiej. Był kandydatem do korony polskiej w czasie elekcji 1674 roku, popierany przez Michała i Krzysztofa Paców, marszałka wielkiego litewskiego Hilarego Połubińskiego, wojewodę trockiego Marcjana Ogińskiego i wojewodę witebskiego Antoniego Chrapowickiego.
Po śmierci cara Aleksego rządy w Rosji przejął jego najstarszy pośród żyjących syn, Fiodor III (1676–1682).

## Rodzina
16 stycznia?/26 stycznia 1648 car poślubił Marię Miłosławską córkę Ilji Daniłowicza Miłosławskiego. Małżeństwo było udane. Para doczekała się trzynaściorga dzieci: pięciu synów (dwóch późniejszych carów Fiodora III i Iwana V) i ośmiu córek. Drugą żoną Aleksego została Natalia Naryszkina córka bojara Kiriłła Połujektowicza Naryszkina, którą car poślubił 22 stycznia?/1 lutego 1671. Z tego związku narodziła się trójka dzieci: syn – późniejszy car Piotr I Wielki i dwie córki.

## Genealogia
| Fiodor Romanow 1) ur. 1554/1555 zm. 1/11 X 1633 | Fiodor Romanow 1) ur. 1554/1555 zm. 1/11 X 1633 |                                                |                                                | Ksenia Iwanowna Szestowa ur. ? zm. 28 I / 7 II 1631 | Ksenia Iwanowna Szestowa ur. ? zm. 28 I / 7 II 1631 |  |  | Łukasz Strieszniew ur. ? zm. 1650 | Łukasz Strieszniew ur. ? zm. 1650 |                                                    |                                                    | Anna Wołkońska ur. ? zm. ? | Anna Wołkońska ur. ? zm. ? |
|                                                 |                                                 |                                                |                                                |                                                     |                                                     |  |  |                                   |                                   |                                                    |                                                    |                            |                            |
|                                                 |                                                 |                                                |                                                |                                                     |                                                     |  |  |                                   |                                   |                                                    |                                                    |                            |                            |
|                                                 |                                                 | Michał I ur. 12/22 VII 1596 zm. 13/23 VII 1645 | Michał I ur. 12/22 VII 1596 zm. 13/23 VII 1645 |                                                     |                                                     |  |  |                                   |                                   | Eudoksja Strieszniewa ur. 1608 zm. 18/28 VIII 1645 | Eudoksja Strieszniewa ur. 1608 zm. 18/28 VIII 1645 |                            |                            |
|                                                 |                                                 |                                                |                                                |                                                     |                                                     |  |  |                                   |                                   |                                                    |                                                    |                            |                            |
|                                                 |                                                 |                                                |                                                |                                                     |                                                     |  |  |                                   |                                   |                                                    |                                                    |                            |                            |
|                                                 |                                                 |                                                |                                                |                                                     |                                                     |  |  |                                   |                                   |                                                    |                                                    |                            |                            |

|                                                 |                                             | 1 Maria Miłosławska ur. 1/11 IV 1626 zm. 3/13 III 1669 OO 26 I 1648 | 1 Maria Miłosławska ur. 1/11 IV 1626 zm. 3/13 III 1669 OO 26 I 1648 | Aleksy I ur. 19/29 III 1629 zm. 29 I / 8 II 1676        | Aleksy I ur. 19/29 III 1629 zm. 29 I / 8 II 1676        | 2 Natalia Naryszkina ur. 22 VIII / 1 IX 1651 zm. 25 I / 4 II 1694 OO 22 I 1671 | 2 Natalia Naryszkina ur. 22 VIII / 1 IX 1651 zm. 25 I / 4 II 1694 OO 22 I 1671 |                                                        |                                                        |
|                                                 |                                             |                                                                     |                                                                     |                                                         |                                                         |                                                                                |                                                                                |                                                        |                                                        |
|                                                 |                                             |                                                                     |                                                                     |                                                         |                                                         |                                                                                |                                                                                |                                                        |                                                        |
|                                                 | 1                                           |                                                                     | 1                                                                   |                                                         | 1                                                       |                                                                                | 1                                                                              |                                                        | 1                                                      |
| Dymitr ur. 22 X / 1 XI 1648 zm. 5/15 X 1649     | Dymitr ur. 22 X / 1 XI 1648 zm. 5/15 X 1649 | Jewdokia ur. 17/27 II 1650 zm. 10/21 III 1712                       | Jewdokia ur. 17/27 II 1650 zm. 10/21 III 1712                       | Marfa ur. 28 VIII / 7 IX 1652 zm. 19/30 VII 1707        | Marfa ur. 28 VIII / 7 IX 1652 zm. 19/30 VII 1707        | Aleksy ur. 5/15 II 1654 zm. 17/27 I 1670                                       | Aleksy ur. 5/15 II 1654 zm. 17/27 I 1670                                       | Anna ur. 23 I / 2 II 1655 zm. 9/19 V 1659              | Anna ur. 23 I / 2 II 1655 zm. 9/19 V 1659              |
|                                                 | 1                                           |                                                                     | 1                                                                   |                                                         | 1                                                       |                                                                                | 1                                                                              |                                                        | 1                                                      |
| Zofia ur. 17/27 IX 1657 zm. 3/14 VII 1704       | Zofia ur. 17/27 IX 1657 zm. 3/14 VII 1704   | Katarzyna ur. 26 XI / 6 XII 1658 zm. 1/12 V 1718                    | Katarzyna ur. 26 XI / 6 XII 1658 zm. 1/12 V 1718                    | Maria ur. 18/28 I 1660 zm. 9/20 III 1723                | Maria ur. 18/28 I 1660 zm. 9/20 III 1723                | Fiodor III ur. 30 V / 9 VI 1661 zm. 27 IV / 7 V 1682                           | Fiodor III ur. 30 V / 9 VI 1661 zm. 27 IV / 7 V 1682                           | Fedozja ur. 28 V / 7 VI 1662 zm. 14/25 XII 1713        | Fedozja ur. 28 V / 7 VI 1662 zm. 14/25 XII 1713        |
|                                                 | 1                                           |                                                                     | 1                                                                   |                                                         | 1                                                       |                                                                                | 2                                                                              |                                                        | 2                                                      |
| Szymon ur. 3/13 IV 1665 zm. 19/29 VI 1669       | Szymon ur. 3/13 IV 1665 zm. 19/29 VI 1669   | Iwan V ur. 27 VIII / 6 IX 1666 zm. 29 I / 8 II 1696                 | Iwan V ur. 27 VIII / 6 IX 1666 zm. 29 I / 8 II 1696                 | Jewdokia ur. 26 II / 8 III 1669 zm. 28 II / 10 III 1669 | Jewdokia ur. 26 II / 8 III 1669 zm. 28 II / 10 III 1669 | Piotr I Wielki ur. 30 V / 9 VI 1672 zm. 28 I / 8 II 1725                       | Piotr I Wielki ur. 30 V / 9 VI 1672 zm. 28 I / 8 II 1725                       | Natalia ur. 22 VIII / 1 IX 1673 zm. 18 VI / 29 VI 1716 | Natalia ur. 22 VIII / 1 IX 1673 zm. 18 VI / 29 VI 1716 |
|                                                 | 2                                           |                                                                     |                                                                     |                                                         |                                                         |                                                                                |                                                                                |                                                        |                                                        |
| Fiodora ur. 4/14 IX 1674 zm. 28 XI / 8 XII 1677 |                                             |                                                                     |                                                                     |                                                         |                                                         |                                                                                |                                                                                |                                                        |                                                        |

| 1. potem patriarcha Moskwy Filaret 2. wszystkie daty według |